# Shima Kakoku
Shima Kakoku (島霞谷, 1827–1870) est un ingénieur et photographe japonais.

## Biographie
Shima Kakoku est né dans ce qui est, au XXIe siècle, la préfecture de Tochigi, au Japon.
Probablement inspiré par son père qui était peintre, Kakoku intègre en 1847 une école d'art à Edo, où il rencontre la photographe Shima Ryū. Ils se marient en 1855 et quittent bientôt la région de Kantō. À cette époque, Kakoku semble déjà avoir publié des clichés pour des livres illustrés. En 1864, Ryu photographie son mari, ce qui est la première photographie connue faite par une femme au Japon. Un tirage au collodion humide de ce portrait demeure dans les archives de la famille. Les Shima ont un studio à Edo, entre 1865 et 1867, jusqu'à ce que Kakoku accepte un poste de professeur à l'institut d'études de littératures étrangères kaiseijo. Il y photographie des personnalités importantes telle Kawazu Izu no kami, déjà photographié en Europe par Nadar.
Plus tard, Kakoku travaille au sein de ce qui devait devenir l'école de médecine de l'université de Tokyo. Il y invente la première typographie utilisée au Japon pour les livres de médecine.